# TV5 Mongolie
Pour les articles homonymes, voir TV5.
TV5 Mongolie, ou TV5, est une chaîne de télévision de droit privé émettant de Mongolie créée en 1997 et diffusée par satellite, par Internet et reprise (en option payante) en France par certains fournisseurs d'accès ADSL ou câble.
Elle bénéficie de financements publics (subventions de l'État et de la Mongolian National Broadcaster) et privés (publicité, parrainages), ainsi que d'abonnements.

## Logo

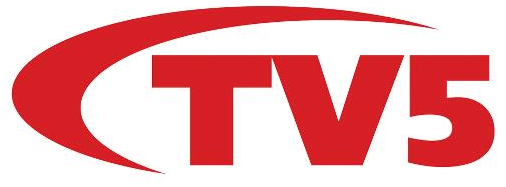
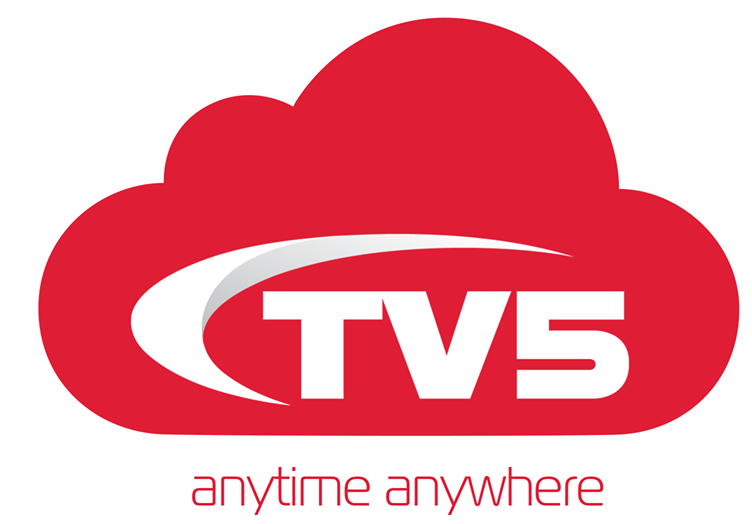